# Uys Krige
Uys Krige (Bonteboksloof, Cap Occidental, 1910-Hermanus, Cap Occidental, 1987) fou un escriptor i poeta sud-africà en llengua afrikaans.
Es llicencià a la universitat de Stellenbosch i el 1931-1935 va viure a França i Espanya. Lluità en el bàndol republicà a la Guerra Civil espanyola i com a corresponsal a la Segona Guerra Mundial, on fou capturat pels nazis el 1941 i passà uns anys en un camp de presoners. Traduí a l'afrikaans William Shakespeare, Federico García Lorca, Lope de Vega, Pablo Neruda, François Villon, Charles Baudelaire i Paul Éluard.

## Obres
- Sol y sombra (1936)
- Rooidag (Dia roig, 1940)
- Die wit muur (El mur blanc, 1940)
- Die palmboom (La palmera, 1940)
- Hart sonder hawe (Cor sense port, 1949)
- Ver in die wêreld (Lluny en el món, 1951)
- Oorlogsgedigte, Die grove king (1956)
- Belydenis in die skemering (Confessions al crepuscle, 1936)
- Die vrou (La senyora, 1945)
- Sout van die aarde (Sal de la terra, 1961)